# Противоаварийная защита
Противоаварийная защита — система методов и устройств, которые предназначены для быстрого прекращения развития аварии. Технические устройства срабатывают автоматически или при внешнем управлении (операторами и персоналом) в момент достижении одним из контролируемых параметров установленного значения, могущего привести или приведшего к возникновению аварии. При включении человека-оператора в систему противоаварийной защиты в ряде случаев для него предусматриваются специальные средства защиты.

## Функциональная противоаварийная защита
Приборная система безопасности (англ. Safety instrumented systems) — система контроля и управления, которая используется для выполнения функций безопасности и состоит из датчиков, логических устройств и исполнительных элементов. Система может выполнять несколько функций безопасности.
Приборные системы безопасности можно разделить на:
- электрические/электронные/программируемые электронные;
- гидравлические;
- пневматические.[3]

Обязательным условием построения такой системы является вывод контролируемого процесса в результате её срабатывания в «безопасную» сторону. Как правило, устройства, составляющие аварийную защиту, создают такие управляющие воздействия, которые должны остановить нежелательное развитие событий.
В систему защиты обычно входит некоторый чувствительный элемент (датчик), который должен зафиксировать наличие в контролируемом процессе аварийной ситуации, а также исполнительный механизм — для создания «управляющих воздействий» (остановки процесса).
Исполнительный механизм обычно использует для своей работы «безотказные» силы природы, например, гравитацию или энергию предварительно сжатой пружины. В последнем случае система должна строиться так, чтобы повторный запуск контролируемого процесса был невозможен, пока такая пружина не будет взведена вновь.

## Жесткая противоаварийная защита
Независимо от стадии развития аварии исключается возможность выхода повреждающих и поражающих факторов за пределы барьеров защиты.